# Relations entre le Saint-Siège et Taïwan
Les relations entre le Saint-Siège et Taïwan désignent les relations internationales s'exerçant entre, d'une part, le Saint-Siège, personne morale siégeant au Vatican, et de l'autre, la république de Chine.
Chacun des deux États est représenté diplomatiquement auprès de l'autre ; le Saint-Siège par un nonce apostolique, la république de Chine par une ambassade.

## Relations diplomatiques
Le Saint-Siège et la république de Chine entretiennent des relations diplomatiques officielles à partir du 23 octobre 1942,.
Le 4 juillet 1943, la république de Chine ouvre une mission diplomatique auprès du Saint-Siège, qui sera accréditée en tant qu'ambassade à partir du 12 juin 1949. Son homologue vaticane sur le territoire chinois est quant à elle ouverte en 4 juillet 1946 et sera accréditée le 24 décembre 1956.
Fin 1949, alors que Tchang Kaï-chek et le gouvernement de la république de Chine se retirent sur l'île de Taïwan au dénouement de la Guerre civile chinoise, le nonce apostolique en poste Antonio Riberi choisit de rester en Chine continentale à Nankin, sans pour autant reconnaître le nouveau gouvernement, désormais dirigé par le Parti communiste chinois ayant proclamé la fondation de la république populaire de Chine. Le nonce est expulsé du territoire en septembre 1951, accusé de collusion, ; il rejoint en 1952 l'île de Taïwan, rétablissant les relations avec la république de Chine qui étaient de facto suspendues.
Le 25 octobre 1971, alors que le Saint-Siège n'est membre de l'Organisation des Nations unies qu'à titre d'observateur, la résolution 2758 de l'Assemblée générale des Nations unies, actant l'intégration de la république populaire de Chine aux Nations unies aux dépens de la république de Chine, est adoptée ; le Saint-Siège choisit en réaction de ne plus désigner d'archevêque à Taipei à titre de nonce apostolique, de facto ambassadeur. Le pro-nonce alors en exercice, Edward Idris Cassidy, est nommé au Bangladesh où il officie, tout en gardant son titre à Taipei jusqu'en 1979. Un monseigneur est dorénavant nommé pour exercer en tant que chargé d'affaires a.i., le poste de nonce apostolique restant vacant, ; Francesco Colasuonno est le premier chargé d'affaires a.i. nommé, remplaçant Edward Idris Cassidy parti au Bangladesh ; la pratique reste depuis en usage.
En 2018, la signature entre le Saint-Siège et la république populaire de Chine d'un « accord provisoire » portant sur « la nomination des évêques » pose la question de l'évolution des relations entre le Saint-Siège et les deux rives du détroit de Taïwan ; les relations diplomatiques avec les instances de Taipei restent inchangées,.